# Remote Publishing
Remote Publishing, auch Web-to-Print oder Onlinedruck, bezeichnet das Erstellen oder auch Personalisieren von Druckvorlagen für beispielsweise Visitenkarten, Briefpapier oder Werbematerialien über das Internet.

## Details
Der Anwender benutzt einen Online-Editor zum Erstellen von eigenen Vorlagen im Webbrowser. Hierbei kann er über eine Auswahl von gestalteten Vorlagen wählen. Dabei werden bei der Vorlagenerstellung Bereiche zum späteren Editieren per Webzugriff gekennzeichnet bzw. Elemente vorgefertigt, die – über ein Regelwerk gesteuert – Bild- und Datenbestandteile nach Anwender-Interaktion dynamisch zu einer neuen Druckvorlage zusammenführen.
Je nach System erhält der Anwender unmittelbar eine Vorschau auf seine Änderungen, in der Regel ein JPG-Bild, und kann seine individuell angepasste Druckvorlage als PDF-X-Druckdatei vom Server erstellen lassen und/oder diese direkt zur Druckweiterverarbeitung übermitteln. Einige Systeme lassen auch den Upload eigener Bild- und anderer Daten zu, um zum Beispiel personalisierte Mailings zu ermöglichen.
Durch die Abfrage der notwendigen drucktechnischen Parameter während der Erstellung der Druckvorlage und der damit verbundenen Online-Kalkulation erhält der Interessent sofort seinen Angebotspreis. Möglich wird dies durch Standardisierung von einzelnen Produkten. Gängige technische Mittel hierzu sind serverbasierte PDF-Anwendungen, aber auch Layoutprogramme und Grafikprogramme wie Adobe FrameMaker, InDesign und QuarkXPress (DDS), die per http-Aufruf innerhalb einer Serveranwendung ferngesteuert werden können.
Gerade im Umfeld von Database Publishing und Variable Data Publishing-Anwendungen gewinnt diese Produktionsweise mehr und mehr an Bedeutung.
Einige Anwendungsberichte zum Einsatz vom Adobe InDesign Server und Quark Dynamic Document Server findet man unter dem Begriff Brand Management.

## Varianten
Generell wird unterschieden, ob es sich bei einer Remote Publishing bzw. Web-to-Print Anwendung um eine Business-to-Business (B2B) oder eine Business-to-Consumer (B2C) Software handelt. Die damit jeweils eingebundenen Funktionen unterscheiden sich abhängig durch die Anforderungen des jeweiligen Kunden wesentlich. Während es in einem B2B-System wichtig ist, durch Regelwerke ein festes Corporate Design zu berücksichtigen, ist es im B2C-System vor allem notwendig, dem Endkunden einen möglichst großen Freiraum zu lassen, damit er sein persönliches Printmedium individualisieren kann.

## Softwarehersteller
Je nach Anbieter spezialisiert sich eine Remote Publishing-Anwendung gemäß der Endkundenumgebung (B2B/B2C). In einigen Fällen können beide Umgebungen in einer Software kombiniert werden. Viele Hersteller von Offset-/Digitaldruckmaschinen arbeiten oftmals mittels Kooperationen mit Software-Anbietern von Web-to-Print-Anwendungen zusammen.

## Vorteile
Kunden/Endkunden
- Vergleichbarkeit von Angeboten
- Sofortige Preistransparenz
- Günstigere Preise als bei klassischen Angeboten
- Schnelle Bearbeitung
- kostengünstige Bearbeitung
- Einfache Bedienung auch ohne Druckkenntnisse

Druckerei/Werbeagentur
- Optimierung/Automatisierung von Produktions-Workflows
- Kostenreduzierung der Prozesskosten (Druckvorstufe)
- Einfache und durchgängige Auftragsabwicklung
- Integrierte Abrechnungsautomatik
- Integrierte Versandautomatik